# Интерробанг
Интерроба́нг, или вопроца́тельный знак (‽) (англ. interrobang, от лат. interrogātiō — «вопрос» и англ. bang — «восклицательный знак»), — ограниченно употреблявшийся в 1960—1970-е годы в американской типографике экспериментальный знак препинания: лигатура, представляющая собой наложение вопросительного и восклицательного знаков. В русском языке для этого широко используется пара символов «?!», в других языках используются сочетания символов «?!», «!?», «?!?» или «!?!».

## История
Знак придуман в 1962 году главой рекламного агентства New York Advertising Agency Мартином Спектером, сообщившим об изобретении в собственном журнале TYPEtalks Magazine. Предназначался для обозначения риторического вопроса, большинство которых в английском языке (особенно изолированные, то есть вне текстового окружения) также являются восклицаниями.
Впервые знак был изготовлен в 1966 году в составе типографской гарнитуры Americana, произведенной ассоциацией американских словолитчиков American Type Founders (ATF). Два года спустя компания Remington Rand включила его в набор знаков выпускаемых ею пишущих машин, комментируя в пресс-релизах, что этот знак «является лучшим выражением невероятности современной жизни». В 1996 году дизайнеры из New York Art Studio разработали его начертания для всех типографских гарнитур своей коллекции.
Активнее всего этот знак использовался в американских СМИ 1960-х годов, однако позже интерес к нему стал угасать, так что теперь это скорее визитная карточка американской типографики, а не реально используемый символ. Хотя пробел в английской пунктуации, устранить который предложил Мартин Спектер, иным образом так и не восполнен.
Знак присутствует в стандарте Юникод с самой первой его версии и поддерживается гарнитурами Arial Unicode MS, Calibri, DejaVu, Lucida Grande и многими другими.

## Название
Авторское название знака interrobang объединяет начало латинского слова interrogātīvus («вопросительный») и английское слово bang (междометие «бац!», «бух!», «бам!»), которое в жаргоне американских корректоров обозначает восклицательный знак. Это слово Спектер выбрал из ряда предложенных читателями его журнала, указав, что хотя есть и более верные (exclarotive, exclamaquest), но не настолько энергичные, как интерробанг. Французы предложили другое название для этого знака — exclarrogatif, построенное из французских слов interrogatif («вопросительный») и exclamatif («восклицательный»).
В традиционной русской пунктуации и типографике данный знак не используется; о его существовании упоминают только при перечислении типографских курьёзов. При этом иногда воспроизводят англоязычное название (интерробанг), иногда же пытаются изобрести что-то на основе славянских слов (вопроцательный, риторительный знак).
Примеры употребления интерробанга в английском языке:

You call that a hat‽ (Вы называете это шляпой?!)
You’re dying‽ (Ты умираешь?!)
What are those‽ (Что это?!)

## Перевёрнутый интерробанг (гнаборретни)
Перевёрнутый интерробанг (⸘), пригодный для начала фраз в испанском, галисийском и астурийском языках, в которых используются перевёрнутые вопросительный и восклицательный знаки, называется gnaborretni (слово interrobang, написанное задом наперёд). Однако в традиционной пунктуации данных языков вместо него используется комбинация вопросительного и восклицательного знаков (¿¡Verdad!? или ¡¿Verdad?! [Правда?!]).